# Děkanát Místek
Děkanát Místek je územní část ostravsko-opavské diecéze. V současné době jej tvoří 18 římskokatolických farností. Funkcí děkana je pověřen P. Mgr. Kazimír Buba, farář v Místku. V děkanátu sídlí středisko diecézního centra pro mládež ve Staré Vsi nad Ondřejnicí

## Seznam farností
| Farnost                  | Správce                                     | Další duchovní ve farnosti                   | Farní kostel               |
| ------------------------ | ------------------------------------------- | -------------------------------------------- | -------------------------- |
| Bílá                     | administrátor excurrendo, Ostravice         |                                              | sv. Bedřich                |
| Borová-Malenovice        | P. Mgr. Petr Hrubiš, SDB                    |                                              | sv. Ignác z Loyoly         |
| Brušperk                 | P. Mgr. Karel Javorek                       | P. František Janotka                         | sv. Jiří                   |
| Čeladná                  | P. ThDr. Mariusz Andrzej Roszewski          |                                              | sv. Jan Nepomucký          |
| Fryčovice                | administrátor excurrendo, Brušperk          |                                              | Nanebevzetí Panny Marie    |
| Frýdlant nad Ostravicí   | P. Mgr. Roman Macura                        |                                              | sv. Bartoloměj             |
| Hukvaldy                 | administrátor excurrendo, Rychaltice        |                                              | sv. Maxmilián              |
| Chlebovice               | P. Mgr. Petr Huvar                          |                                              | sv. Cyril a Metoděj        |
| Kozlovice                | P. Mgr. Lukáš Bakajsa                       |                                              | sv. Michal a Barbora       |
| Kunčice pod Ondřejníkem  | administrátor excurrendo, Čeladná           |                                              | sv. Marie Magdalská        |
| Metylovice               | P. Mgr. Václav Gandera                      |                                              | Všech svatých              |
| Místek                   | P. Mgr. Kazimír Buba                        | P. Ing. Vojtěch Buchta, P. Mgr. Jiří Filipec | sv. Jan a Pavel            |
| Ostravice                | P. doc. ThDr. PaedDr. Andrej Slodička, PhD. |                                              | Nejsvětější Trojice        |
| Palkovice                | P. Mgr. Bronislav Wojnar                    |                                              | sv. Jan Křtitel            |
| Paskov                   | P. dr Piotr Dariusz Nawarowski              |                                              | sv. Vavřinec               |
| Rychaltice               | P. Mgr. David Tyleček                       |                                              | sv. Mikuláš                |
| Stará Ves nad Ondřejnicí | P. Mgr. Jakub Štefík                        |                                              | Narození sv. Jana Křtitele |
| Staříč                   | administrátor excurrendo, Chlebovice        |                                              | Nalezení sv. Kříže         |

Stav z roku 2019